# Современный Рим — Кампо Ваччино
«Современный Рим — Кампо Ваччино» (англ. Modern Rome — Campo Vaccino) — картина, написанная в 1839 году английским художником Уильямом Тёрнером (Joseph Mallord William Turner, 1775—1851). Принадлежит музею Гетти в Лос-Анджелесе. Размер картины — 91,8 × 122,6 см.

## История и описание
Пейзаж «Современный Рим — Кампо Ваччино» является последней из серии картин Тёрнера, написанных на протяжении двух десятилетий и представляющих различные виды Рима. На картине изображены развалины Римского форума — места, которое иногда называли Кампо Ваччино (Campo Vaccino — «пастбище для коров»).
Картина была представлена публике на выставке Королевской академии художеств 1839 года, где она была выставлена вместе с другой картиной Тёрнера — «Древний Рим: прибытие Агриппины с прахом Германика» (англ. Ancient Rome: Agrippina landing with the ashes of Germanicus, ныне в собрании галереи Тейт). Там же она была приобретена коллекционером Хью Манро (Hugh Munro, 1797—1864), который был другом и покровителем Тёрнера.
В 1878 году картина была приобретена за 4450 гиней Арчибальдом Филиппом Примроузом, 5-м графом Розбери, и его женой Ханной Ротшильд (Hannah Rothschild). После этого в течение 100 лет картина находилась в их семейном загородном имении Ментмор-Тауэрс (англ. Mentmore Towers). В 1978 году, оставаясь в собственности семьи, картина была передана на хранение в Национальную галерею Шотландии в Эдинбурге, где она находилась более 30 лет.
7 июля 2010 года картина была продана на лондонском аукционе Sotheby's за 29,7 миллионов фунтов (примерно 45 миллионов долларов) — на тот момент, это была рекордная для аукционов сумма, полученная за произведение Тёрнера. После этого картина стала частью коллекции музея Гетти в Лос-Анджелесе.